# Комиссия по внедрению правосудия переходного периода
Комиссия по внедрению правосудия переходного периода Сирии (араб. لجنة تنفيذ العدالة الانتقالية في سوريا‎), также Национальная комиссия по переходному правосудию (араб. اللجنة الوطنية للعدالة الانتقالية‎) — сирийская комиссия, которая занимается внедрением эффективных, консультативных и ориентированных на интересы жертв режима Асада механизмов для определения ответственности, права на истину и возмещения ущерба жертвам и выжившим, а также для чествования мучеников.

## Путь по достижению правосудия переходного периода
Согласно ст. 48 Конституционной декларации Сирии, государство прокладывает путь к достижению правосудия переходного периода путём:
- Отмены всех исключительных законов, которые нанесли вред сирийскому народу и противоречат правам человека.
- Отмены последствий несправедливых постановлений Антитеррористического суда, которые использовались для подавления сирийского народа, включая возврат конфискованного имущества.
- Отмены исключительных мер безопасности, связанных с гражданскими документами и документами на недвижимость, которые прежний режим использовал для подавления сирийского народа.

Согласно ст. 49 Конституционной декларации Сирии, военные преступления, преступления против человечности, геноцид и все преступления, совершенные прежним режимом, исключаются из принципа отсутствия обратной силы законов. Государство объявляет уголовно наказуемым прославление бывшего режима Асада и его символов, отрицание или восхваление его преступлений, оправдание или преуменьшение их значимости — всё это преступления, наказуемые по закону.